# Reserva natural del Paul de Arzila
La Reserva Natural do Paul de Arzila es una reserva natural y un Lugar de Interés Comunitario de Portugal. Presenta un hábitat característico de la región de Baixo Mondego y es un refugio para numerosas aves.

## Fauna
Entre la fauna característica de la reserva se encuentran la nutria europea, aves acuáticas como el ánade real, el águila ratonera, la cigüeña o la garza blanca. Debido a su variada fauna, sobre todo ornitológica, está clasificada como Reserva biogenética por el Consejo de Europa.

## Flora
En cuanto a su flora, destacan los chopos, sauces, laureles, pinos marítimos o eucaliptos.